# Feuille-morte (couleur)
Pour les articles homonymes, voir Feuille morte (homonymie).
Feuille-morte est un nom de couleur très ancien qui désigne, dans le contexte de l'habillement et de la mode, une teinte de brun-roux, en principe d'après celle d'une feuille morte, bien que celles-ci puissent avoir une grande variété de teintes.

## Histoire
Le nom de couleur feuille morte est attesté dès 1616, dans une description vestimentaire. « Et nous voyons (…) un jaune obscur, que nous appellons (…) feuille morte », précisent des auteurs de 1644. Marin Mersenne la cite parmi les teintures de la soie.
Au XIXe siècle, Chevreul a entrepris de situer les couleurs les unes par rapport aux autres et par rapport aux raies de Fraunhofer. Feuille morte est une des couleurs de l’Instruction pour la teinture des laines de 1671. Chevreul la cote 3 orangé 4⁄10 10 ton précisant « Feuille morte du peuplier de Caroline » (Chevreul 1861).
Les noms de couleurs lavallière, utilisé en reliure et rouille désignent des couleurs similaires à feuille morte.

## Nuanciers
Le Répertoire de couleurs de la Société des chrysanthémistes, de 1905, donne quatre tons de la couleur Feuille morte « une des teintes que prennent les feuilles mortes venant de tomber (…) la plus fréquente pour le Chêne, le Platane, le Marronnier d'Inde », entre la Terre de Sienne brûlée et l’Ocre d'Oran pour la teinte et entre le bleu dauphin et le fauve pour la clarté (RC).
Dans les nuanciers modernes on trouve : vert feuille morte 141 vert feuille morte 143 vert feuille morte 145 vert feuille morte 146 vert feuille morte 147 ; Mh15 Feuille morte.